# Paterna del Madera
Paterna del Madera é um município da Espanha na província de Albacete, comunidade autónoma de Castilla-La Mancha, de área 111,05 km² com população de 468 habitantes (2004) e densidade populacional de 4,36 hab/km².

## Demografia
| Variação demográfica do município entre 1991 e 2004 | Variação demográfica do município entre 1991 e 2004 | Variação demográfica do município entre 1991 e 2004 | Variação demográfica do município entre 1991 e 2004 |
| --------------------------------------------------- | --------------------------------------------------- | --------------------------------------------------- | --------------------------------------------------- |
| 1991                                                | 1996                                                | 2001                                                | 2004                                                |
| 678                                                 | 623                                                 | 524                                                 | 490                                                 |